# JaVale McGee
JaVale Lindy McGee (* 19. Januar 1988 in Flint, Michigan) ist ein US-amerikanischer Basketballspieler. Der 2,13 m große Center ist aktuell für die Vaqueros de Bayamón in der BSN aktiv.

## Highschool und College
Der Sohn von Pamela McGee, einer All-American-Basketballspielerin, die in der WNBA für die Los Angeles Sparks und die Sacramento Monarchs spielte, besuchte die Detroit Country Day High School und die Providence Christian High School, bevor er in die Hales Franciscan High School in Chicago, Illinois wechselte. Für die University of Nevada, Reno spielte er in der Startaufstellung als Center. Nach seinem Sophomore-Jahr am College entschied er sich dazu, es in der NBA zu versuchen.

## NBA

### Washington Wizards (2008–2012)

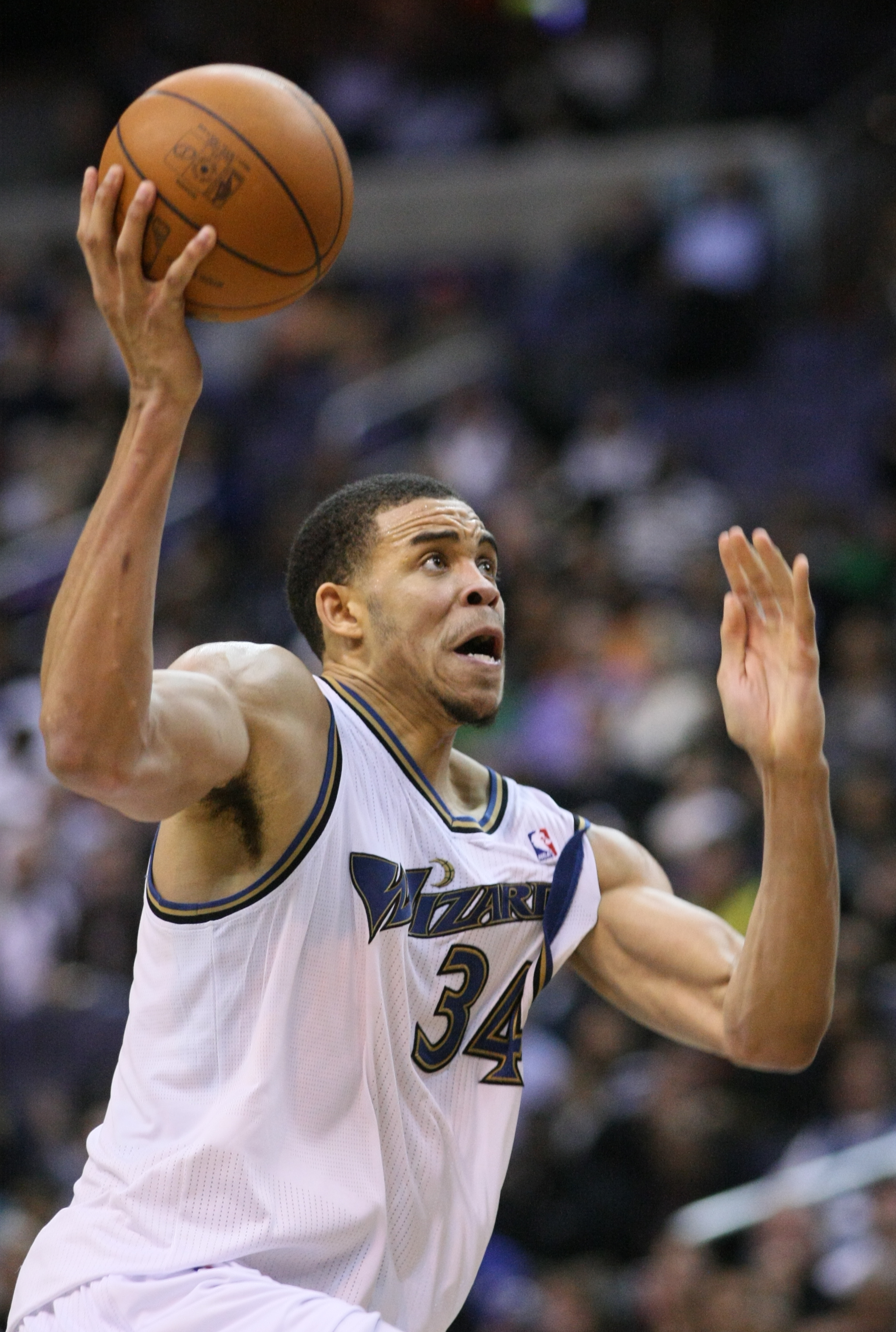
McGee im November 2010

McGee wurde an 18. Stelle von den Washington Wizards in der NBA-Draft 2008 ausgewählt und wurde somit der erste Spieler, der in die NBA gedraftet wurde, dessen Mutter in der WNBA gespielt hatte. In seinen ersten beiden Spielzeiten erzielte der Center einen Schnitt von knapp 6,5 Punkten und 4 Rebounds pro Spiel und kam hauptsächlich von der Bank ins Spiel.
Erst in seiner dritten Saison 2010/11 schaffte er den Durchbruch, was nicht zuletzt daran lag, dass er in die Startaufstellung der Wizards geholt wurde und 11 Minuten mehr Spielzeit pro Spiel bekam. Nach 48 Spielen konnte er knapp über 9 Punkte und fast 8 Rebounds pro Spiel für sich verzeichnen. Seine 2,5 Blocks pro Spiel konnte bis dahin nur Andrew Bogut überbieten.
Am 6. Januar 2011 wurde verkündet, dass McGee am NBA Slam Dunk Contest 2011 teilnehmen würde.

### Denver Nuggets (2012–2015)
Am 15. März 2012 wurde er kurz vor Ende der Trade-Deadline von Washington in einem 3-Team-Trade mit den Nuggets und Clippers nach Denver transferiert. Am 18. Juli 2012 unterzeichnete McGee einen neuen Vertrag im Wert von 44 Millionen US-Dollar für eine Dauer von 4 Jahren bei den Denver Nuggets. Am 19. Februar 2015 wurde McGee zu den Philadelphia 76ers transferiert, wo er jedoch nach kurzer Zeit entlassen wurde.

### Dallas Mavericks (2015–2016)
Am 13. August 2015 unterschrieb der Free Agent McGee einen Vertrag bei den Dallas Mavericks. Bei den Mavericks kam McGee jedoch nur in 36 Spielen zum Einsatz und konnte sich keinen festen Platz in der Rotation des Clubs erarbeiten. Zur Saison 2016/2017 erhielt McGee keinen neuen Vertrag in Dallas.

### Golden State Warriors (2016–2018)
Im September 2016 unterzeichnete McGee einen Vertrag bei den Golden State Warriors. Er gewann mit den Warriors die NBA Finals 2017 und 2018. Mit der Verpflichtung von Star-Center DeMarcus Cousins im Sommer 2018 endete die Zeit von McGee bei den Warriors, die den auslaufenden Vertrag nicht verlängerten.

### Los Angeles Lakers (2018–2020)
Von den Warriors wechselte McGee zum direkten Konkurrenten Los Angeles Lakers, die sich zuvor bereits die Rechte an Superstar LeBron James gesichert hatten. 2020 gewann er mit den Lakers die NBA Finals.

### Cleveland Cavaliers (2020–2021)
Am 23. November 2020 wurde McGee von den Lakers zu den Cavaliers im Austausch für Alfonzo McKinnie und Jordan Bell getradet.

### Zweites Mal bei den Denver Nuggets (2021)
Am 25. März 2021 wechselte McGee zu den Denver Nuggets. Im Tausch für McGee bekam Cleveland Isaiah Hartenstein und zwei zukünftige Zweitrunden-NBA-Draft-Picks.

### Phoenix Suns (2021–2022)
Am 16. August 2021 unterschrieb McGee einen Vertrag bei den Phoenix Suns.

### Dallas Mavericks (seit 2022)
Am 1. Juli 2022 einigten sich die Dallas Mavericks und McGee auf einen Dreijahresvertrag.

## Nationalmannschaft
Im Sommer 2009 sowie im Sommer 2010 wurde McGee zum Trainingslager der Basketballnationalmannschaft der Vereinigten Staaten eingeladen, schaffte es aber wegen Leistungsschwankungen nicht, sich für das Team USA zu qualifizieren. 2021 gewann McGee mit der amerikanischen Nationalmannschaft Gold bei den Olympischen Spielen in Tokio.

## Erfolge
- 3 × NBA Champion: 2017, 2018, 2020

## Karrierestatistiken

### NBA

#### Reguläre Saison
| Saison  | Team                  | GP  | GS  | MPG  | FG % | 3P %  | FT %  | RPG | APG | SPG | BPG | PPG  |
| ------- | --------------------- | --- | --- | ---- | ---- | ----- | ----- | --- | --- | --- | --- | ---- |
| 2008–09 | Washington            | 75  | 14  | 15.2 | .494 |       | .660  | 3.9 | 0.3 | 0.4 | 1.0 | 6.5  |
| 2009–10 | Washington            | 60  | 19  | 16.1 | .508 | .000  | .638  | 4.0 | 0.2 | 0.3 | 1.7 | 6.4  |
| 2010–11 | Washington            | 79  | 75  | 27.8 | .550 | .000  | .583  | 8.0 | 0.5 | 0.5 | 2.4 | 10.1 |
| 2011–12 | Washington / Denver   | 61  | 45  | 25.2 | .556 |       | .461  | 7.8 | 0.5 | 0.6 | 2.2 | 11.3 |
| 2012–13 | Denver                | 79  | 0   | 18.1 | .575 | 1.000 | .591  | 4.8 | 0.3 | 0.4 | 2.0 | 9.1  |
| 2013–14 | Denver                | 5   | 5   | 15.8 | .447 |       | 1.000 | 3.4 | 0.4 | 0.2 | 1.4 | 7.0  |
| 2014–15 | Denver / Philadelphia | 23  | 0   | 11.1 | .532 |       | .667  | 2.7 | 0.1 | 0.1 | 0.9 | 4.6  |
| 2015–16 | Dallas                | 34  | 2   | 10.9 | .575 | .000  | .500  | 3.9 | 0.1 | 0.1 | 0.8 | 5.1  |
| 2016–17 | Golden State          | 77  | 10  | 9.6  | .652 | .000  | .505  | 3.2 | 0.2 | 0.2 | 0.9 | 6.1  |
| 2017–18 | Golden State          | 65  | 17  | 9.5  | .621 | .000  | .731  | 2.6 | 0.5 | 0.3 | 0.9 | 4.8  |
| 2018–19 | L.A. Lakers           | 75  | 62  | 22.3 | .624 | .083  | .634  | 7.5 | 0.7 | 0.6 | 2.0 | 12.0 |
| 2019–20 | L.A. Lakers           | 68  | 68  | 16.6 | .637 | .500  | .646  | 5.7 | 0.5 | 0.5 | 1.4 | 6.6  |
| 2020-21 | Cleveland / Denver    | 46  | 2   | 14.7 | .511 | .208  | .657  | 5.2 | 0.8 | 0.4 | 1.2 | 7.3  |
| 2021-22 | Phoenix               | 74  | 17  | 15.8 | .629 | .222  | .699  | 6.7 | 0.6 | 0.3 | 1.1 | 9.2  |
| 2022-23 | Dallas                | 42  | 7   | 8.5  | .640 | .400  | .585  | 2.5 | 0.3 | 0.1 | 0.6 | 4.4  |
| 2023-24 | Sacramento            | 46  | 0   | 7.4  | .598 | .143  | .578  | 2.7 | 0.4 | 0.3 | 0.4 | 4.0  |
| Gesamt  | Gesamt                | 909 | 343 | 16.1 | .578 | .192  | .604  | 5.0 | 0.4 | 0.4 | 1.4 | 7.6  |

#### Play-offs
| Saison  | Team         | GP | GS | MPG  | FG % | 3P % | FT % | RPG | APG | SPG | BPG | PPG |
| ------- | ------------ | -- | -- | ---- | ---- | ---- | ---- | --- | --- | --- | --- | --- |
| 2011–12 | Denver       | 7  | 0  | 25.9 | .434 |      | .538 | 9.6 | 0.7 | 0.7 | 3.1 | 8.6 |
| 2012–13 | Denver       | 6  | 2  | 18.7 | .581 |      | .389 | 5.2 | 0.0 | 0.7 | 1.0 | 7.2 |
| 2015–16 | Dallas       | 2  | 0  | 7.0  | .500 |      | .333 | 1.5 | 0.0 | 0.5 | 0.0 | 2.0 |
| 2016–17 | Golden State | 16 | 1  | 9.3  | .732 |      | .722 | 3.0 | 0.3 | 0.1 | 0.9 | 5.9 |
| 2017–18 | Golden State | 13 | 9  | 12.2 | .672 | .000 | .684 | 3.2 | 0.3 | 0.2 | 1.3 | 6.5 |
| 2019–20 | L.A. Lakers  | 14 | 11 | 9.6  | .625 | .000 | .500 | 3.1 | 0.5 | 0.1 | 0.7 | 2.9 |
| 2020-21 | Denver       | 4  | 0  | 8.5  | .300 | .000 | .333 | 3.0 | 0.8 | 0.3 | 1.3 | 2.0 |
| 2021-22 | Phoenix      | 12 | 0  | 11.1 | .700 | .000 | .846 | 4.0 | 0.6 | 0.3 | 0.4 | 6.8 |
| Gesamt  | Gesamt       | 58 | 23 | 12.9 | .612 | .000 | .544 | 4.1 | 0.3 | 0.3 | 1.1 | 5.6 |

## Persönliches
Javale McGee ist der Sohn der Basketballspieler Pamela McGee und George Montgomery, Halbbruder von WNBA-Spielerin Imani McGee-Stafford und Cousin von NFL-Defensive End Jarron Gilbert.